# 2008年夏季奥林匹克运动会阿拉伯联合酋长国代表团
2008年夏季奥林匹克运动会阿拉伯聯合酋長國代表团参加2008年8月8日至24日在中国北京主办的第29届夏季奥运。